# Cevil Redondo
Cevil Redondo – miasto w Argentynie, w prowincji Tucumán, w departamencie Yerba Buena.
Według danych szacunkowych na rok 2010 miejscowość liczyła 14 728 mieszkańców.